# 谢涅 (科多尔省)
谢涅（法語：Chaignay，法語發音：[ʃɛɲɛ]）是法国科多尔省的一个市镇，属于第戎区。

## 地理
谢涅（47°28'36"N, 5°4'14"E）面积25.05 平方千米，位于法国勃艮第-弗朗什-孔泰大區科多尔省，该省份为法国中东部省份，北起奥布省，西接涅夫勒省和约讷省，南至索恩-卢瓦尔省，东南接汝拉省，东临上索恩省，东北部与上马恩省接壤。
与谢涅接壤的市镇（或旧市镇、城区）包括：迪耶奈、埃帕尼、索西、韦尔诺、维勒孔特、热莫、蒂耶河畔伊斯、蒂耶河畔马西伊、马尔萨奈勒布瓦。

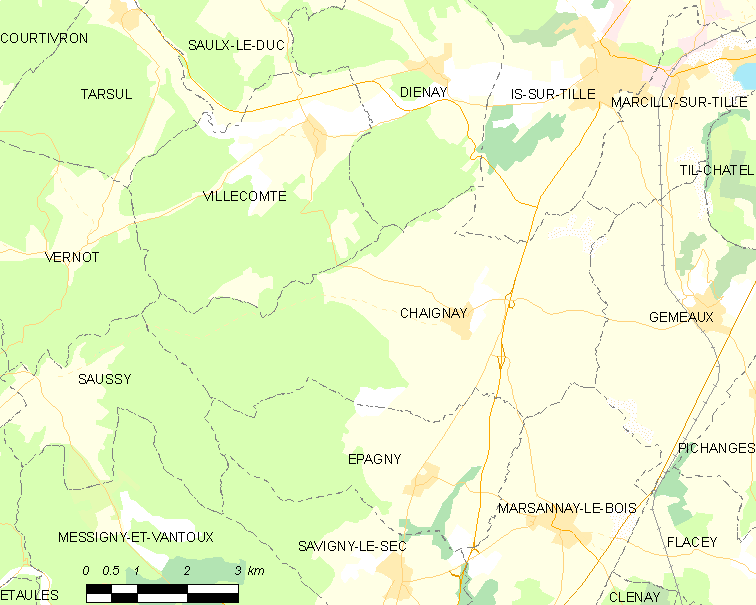
的OSM定位图

谢涅的时区为UTC+01:00、UTC+02:00（夏令时）。

## 行政
谢涅的邮政编码为21120，INSEE市镇编码为21127。

## 政治
谢涅所属的省级选区为蒂耶河畔伊斯县。

## 人口

1962-2008年间人口变化图示

谢涅于2022年1月1日时的人口数量为500人。